# 郭士道
郭士道，江西萬安縣潞田镇读堂村人。明朝初年政治人物。

## 生平
洪武三十年（1397年）丁丑科春榜進士。永樂十三年（1415年）任順天府府尹。